# Jorge Raúl Cruz Villagrán
Jorge Raúl Cruz Villagrán (Ciudad de Guatemala, 12 de septiembre de 1980) es un profesional del Derecho, político y activista. Posee estudios en Derecho Marítimo, Ciberseguridad, Democracia y Procesos Electorales, Liderazgo Político y Empresarialidad Estratégica. También tiene un máster en Administración de Empresas (MBA).
Ha sido líder estudiantil, empresarial y social, fundando y participando de diversos espacios de alta incidencia. Fue parte del grupo que dirigió y coordinó la búsqueda de una solución para el Diferendo Territorial entre Guatemala y Belice, logrando ganar las consultas populares en ambos países y que el diferendo pudiera ser resuelto en la Corte Internacional de La Haya.
Actualmente es Vicepresidente de la Fundación Esquipulas (siendo uno de sus fundadores), miembro y fundador de la iniciativa latinoamericana por los valores en la sociedad, Legado a Las Américas y forma parte del Global Governance Committee de la plataforma global de sociedad civil, Innovation for Change.

## Biografía
Es el tercer hijo de siete.  Su niñez la paso en el campo en las afueras Ciudad de Guatemala.  Como parte de su formación tuvo la oportunidad de compartir con grandes personajes empresariales y políticos del espacio nacional y centroamericano, situación que moldeo su pensamiento. 
Desde muy joven desarrolló su liderazgo en diversos espacios: durante la universidad destacó como dirigente estudiantil; su vocación de servicio y proactividad lo llevaron a tener puestos en la dirigencia estudiantil llegando a desempeñarse como Vicepresidente de la Asociación de Estudiantes de Derecho –AED– de la Universidad Rafael Landívar, su alma mater, en donde propuso y ejecutó diversos proyectos en favor de los estudiantes.
Su actitud de servicio y pasión por la política, lo motivó a ser parte del partido Democracia Cristiana, llegando a ocupar el cargo de Secretario Nacional de Juventud (último secretario del Partido). Desde esta posición fue integrante de la Comisión de Juventud del Foro Permanente de Partidos Políticos de Guatemala y Miembro de la Juventud de la Organización Demócrata Cristiana de América –JODCA –, llegando a ser Vicepresidente de la región Centroamericana. 
En el sector empresarial, fue el director ejecutivo que acompañó la creación de la Gremial de Palmicultores de Guatemala –GREPALMA-, organización de alta influencia dentro del sector empresarial, en donde pudo participar como dirigente dentro de las cámaras empresariales llegando a ser directivo del Consejo Agroindustrial de la Cámara del Agro. 
Desde la institucionalidad, se ha desempeñado como consultor e integrante de la Unidad de Soberanía y Dominio del Ministerio de Relaciones Exteriores, espacio de alta influencia que asesora y coordina las temáticas de mayor relevancia sobre soberanía del Estado de Guatemala.
Como parte de sociedad civil, su vocación humanista e idealista, así como su permanente lucha y promoción del desarrollo del país y la región en diversos sectores, lo llevaron a ser miembro Fundador, Director Ejecutivo y parte de la Junta Directiva de Fundación Esquipulas, organización en la que actualmente se desempeña como Vicepresidente. Fue nombrado como promotor de la Paz por la Secretaría de la Paz de Guatemala. Además ha sido fundador y coordinador de varios espacios de discusión y reflexión para generar consensos dentro de la sociedad.  
Actualmente es directivo de la Fundación para el Ecodesarrollo y la Conservación –FUNDAECO– organización que combate el cambio climático y fue seleccionado por los miembros de Innovation for Change de la región Latinoamericana para ser uno de sus representantes dentro de la Global Governance Committee, máximo órgano de la plataforma global de organizaciones de sociedad civil apoyada por EEUU.
Su actividad y experiencia le brindan una visión amplia del escenario político, que le ha permito ser un mediador natural para la generación de consensos plurales dentro de la sociedad.